# 1세기
1세기는 1년부터 100년까지의 시점이다.

## 주요 사건
- 4년 -  신라, 남해 차차웅 즉위.
- 8년 -  왕망, 신나라 건국.
- 14년 - 로마제국, 티베리우스 즉위.
- 18년 - 고구려, 대무신왕 즉위.
- 22년 - 갈사국, 갈사왕 즉위와 갈사국 건국
- 23년 - 신나라 멸망.
- 24년 - 신라, 유리이사금 즉위.
- 25년 - 후한, 광무제 즉위.
- 28년 - 백제, 다루왕 즉위.
- 30년 - 예수 그리스도의 죽음.
- 37년 - 로마제국, 칼리굴라 즉위.
- 41년 - 로마제국, 클라우디우스 즉위.
- 42년 - 김수로, 가야 건국.
- 44년 - 신라 일성이사금 출생.
- 44년 - 고구려, 민중왕 즉위.
- 48년 - 고구려, 모본왕 즉위.
- 53년 - 고구려, 태조왕 즉위.
- 54년 - 로마제국, 네로 즉위.
- 68년 - 로마제국, 갈바 즉위, 갈사국 멸망.
- 69년 - 로마제국, 오토 즉위.
- 69년 - 로마제국, 비텔리우스 즉위.
- 70년 - 로마제국, 베스파시아누스 즉위.
- 77년 - 백제, 기루왕 즉위.
- 79년 - 로마제국, 티투스 즉위.
- 80년 - 신라, 파사이사금 즉위.
- 81년 - 로마제국, 도미티아누스 즉위.
- 96년 - 로마제국, 네르바 즉위.
- 98년 - 로마제국, 트라야누스 즉위.

## 주요 인물
- 4년 - 신라, 남해 차차웅 즉위.
- 8년 - 왕망, 신나라 건국.
- 14년 - 로마제국, 티베리우스 즉위.
- 18년 - 고구려, 대무신왕 즉위.
- 22년 - 갈사국, 갈사왕 즉위
- 23년 - 신나라 멸망.
- 24년 - 신라, 유리이사금 즉위.
- 25년 - 후한, 광무제 즉위.
- 28년 - 백제, 다루왕 즉위.
- 30년 - 예수 그리스도의 죽음.
- 37년 - 로마제국, 칼리굴라 즉위.
- 41년 - 로마제국, 클라우디우스 즉위.
- 44년 - 고구려, 민중왕 즉위.
- 48년 - 고구려, 모본왕 즉위.
- 53년 - 고구려, 태조왕 즉위.
- 54년 - 로마제국, 네로 즉위.
- 68년 - 로마제국, 갈바 즉위.
- 69년 - 로마제국, 오토 즉위.
- 69년 - 로마제국, 비텔리우스 즉위.
- 70년 - 로마제국, 베스파시아누스 즉위.
- 77년 - 백제, 기루왕 즉위.
- 79년 - 로마제국, 티투스 즉위.
- 80년 - 신라, 파사이사금 즉위.
- 81년 - 로마제국, 도미티아누스 즉위.
- 96년 - 로마제국, 네르바 즉위.
- 97년 - 로마제국, 트라야누스 즉위.

## 년대와 년도
| 기원전 0년대 | 기원전11 | 기원전10 | 기원전 9 | 기원전 8 | 기원전 7 | 기원전 6 | 기원전 5 | 기원전 4 | 기원전 3 | 기원전 2 |
| 0년대        | 기원전 1 | 1        | 2        | 3        | 4        | 5        | 6        | 7        | 8        | 9        |
| 10년대       | 10       | 11       | 12       | 13       | 14       | 15       | 16       | 17       | 18       | 19       |
| 20년대       | 20       | 21       | 22       | 23       | 24       | 25       | 26       | 27       | 28       | 29       |
| 30년대       | 30       | 31       | 32       | 33       | 34       | 35       | 36       | 37       | 38       | 39       |
| 40년대       | 40       | 41       | 42       | 43       | 44       | 45       | 46       | 47       | 48       | 49       |
| 50년대       | 50       | 51       | 52       | 53       | 54       | 55       | 56       | 57       | 58       | 59       |
| 60년대       | 60       | 61       | 62       | 63       | 64       | 65       | 66       | 67       | 68       | 69       |
| 70년대       | 70       | 71       | 72       | 73       | 74       | 75       | 76       | 77       | 78       | 79       |
| 80년대       | 80       | 81       | 82       | 83       | 84       | 85       | 86       | 87       | 88       | 89       |
| 90년대       | 90       | 91       | 92       | 93       | 94       | 95       | 96       | 97       | 98       | 99       |
| 100년대      | 100      | 101      | 102      | 103      | 104      | 105      | 106      | 107      | 108      | 109      |